# Хаванская, Надежда Владимировна
Надежда Владимировна Хаванская (2 апреля 1989) — украинская футболистка, полузащитница клуба «Жилстрой-1». Выступала за сборную Украины.

## Биография
В начале карьеры выступала за украинские клубы «Заря-Спартак» (Луганск), «Ильичёвка» (Мариуполь), «Ятрань-Берестивец» (Уманский район).
Летом 2011 года перешла в российский клуб «Рязань-ВДВ», где провела два с половиной года, сыграв 34 матча и забив один гол в высшей лиге России. В сезоне 2013 года стала чемпионкой России. По состоянию на 2015 год играла в первой лиге России за «Дончанку» (Азов).
С 2017 года выступала за клуб «Жилстрой-1» (Харьков). Чемпионка Украины сезона 2017/18, серебряный призёр чемпионата 2017 года, обладательница Кубка Украины 2018 года. В 2022—2023 годах играла в турецком чемпионате. В 2023 году вернулась в «Жилстрой-1».
Выступала за национальную сборную Украины, сыграла не менее 14 матчей.